# Campeonato Internacional de Clubes Femenino 2012
El I Campeonato Internacional de Clubes Femenino 2012 fue la primera edición de este torneo de fútbol femenino, el más importante a nivel de clubes del mundo. El evento fue disputado en Japón por los campeones de las distintas confederaciones.
La competencia coronará al ganador como campeón del mundo.

## Clubes clasificados
Los clubes participantes se clasifican a lo largo del año a través de las seis mayores competiciones continentales.
| Confederación          | Equipo             | Vía de clasificación                  |
| ---------------------- | ------------------ | ------------------------------------- |
| País Anfitrión (Japón) | INAC Kobe Leonessa | Liga Japonesa                         |
| Pais Anfitrión (Japón) | NTV Beleza         | Copa de Japón                         |
| OFC (Oceanía)          | Canberra United FC | Liga Australiana Femenina             |
| UEFA (Europa)          | Olympique Lyonnais | Liga de Campeones de la UEFA femenina |

## Estadios
| Sede    | Estadio              | Capacidad |
| ------- | -------------------- | --------- |
| Saitama | Urawa Komaba Stadium | 21.500    |
| Saitama | NACK5 Stadium Omiya  | 15.500    |

## Cuadro
|  | Semifinales        | Semifinales        |   |                 | Final              | Final |  |
|  |                    |                    |   |                 |                    |       |  |
|  |                    |                    |   |                 |                    |       |  |
|  | 22 de noviembre    |                    |   |                 |                    |       |  |
|  | Olympique Lyon     | 5                  |   |                 |                    |       |  |
|  | NTV Beleza         | 2                  |   |                 |                    |       |  |
|  |                    |                    |   |                 |                    |       |  |
|  |                    |                    |   |                 | 25 de noviembre    |       |  |
|  |                    |                    |   |                 | Olympique Lyon     | 2     |  |
|  |                    | INAC Kobe Leonessa | 1 |                 |                    |       |  |
|  |                    |                    |   |                 |                    |       |  |
|  |                    |                    |   |                 |                    |       |  |
|  |                    |                    |   |                 | Tercer lugar       |       |  |
|  | 22 de noviembre    | 22 de noviembre    |   | 25 de noviembre | 25 de noviembre    |       |  |
|  | INAC Kobe Leonessa | 4                  |   | NTV Beleza      | 4                  |       |  |
|  | Canberra United FC | 0                  |   |                 | Canberra United FC | 3     |  |

## Resultados

### Semifinales
| 22 de noviembre de 2012, 16:30 | Olympique Lyon                                  | 5:2 (3:0) | NTV Beleza             | Urawa Komaba Stadium, Saitama |  |
|                                | (ag) 2' Dickenmann 4' 58' Necib 23' Schelin 60' |           | 57' Kiryu 90' Nagasato |                               |  |

| 22 de noviembre de 2012, 19:20 | INAC Kobe Leonessa                                      | 4:0 (2:0) | Canberra United FC | Urawa Komaba Stadium, Saitama |  |
|                                | Goebel-Yanez 17' 82' Megumi Takase 35' Shinobu Ohno 54' |           |                    |                               |  |

### Tercer Puesto
| 25 de noviembre de 2012, 13:20 | NTV Beleza                                | 4:3 (2:2) | Canberra United FC            | NACK5 Stadium Omiya, Saitama |  |
|                                | Iwashimizu 11' 90+2' Ito 41' Nagasato 78' |           | 7' Bisset 25' Heyman 56' Raso |                              |  |

### Final
| 25 de noviembre de 2012 | Olympique Lyon            | 2:1 (0:1) | INAC Kobe Leonessa | Urawa Komaba Stadium, Saitama |  |
|                         | Franco 80' Bompastor 106' |           | 39' Ji So Yun      |                               |  |

| Francia                            |
| Campeón Olympique Lyon 1.er título |

## Goleadora
| Jugadora       | Equipo             | Goles |
| -------------- | ------------------ | ----- |
| Goebel-Yanez   | INAC Kobe Leonessa | 2     |
| Dickenmann     | Olympique Lyon     | 2     |
| Nagasato Asano | NTV Beleza         | 2     |
| Iwashimizu     | NTV Beleza         | 2     |

| Predecesor: Ninguna | Campeonato Internacional de Clubes Femenino I edición | Sucesor: 2013 |